# Han Ji-ho
Đây là một tên người Triều Tiên, họ là Han.
Han Ji-Ho (sinh ngày tháng 12 15, 1988) là một cầu thủ bóng đá Hàn Quốc thi đấu cho Busan IPark ở vị trí tiền đạo hoặc tiền vệ chạy cánh.

## Thống kê sự nghiệp câu lạc bộ
Tính đến 4 tháng 12 năm 2017
| Thành tích câu lạc bộ | Thành tích câu lạc bộ | Thành tích câu lạc bộ | Giải vô địch | Giải vô địch | Cúp     | Cúp       | Cúp Liên đoàn | Cúp Liên đoàn | Play-off | Play-off  | Tổng cộng | Tổng cộng |
| Mùa giải              | Câu lạc bộ            | Giải vô địch          | Số trận      | Bàn thắng    | Số trận | Bàn thắng | Số trận       | Bàn thắng     | Số trận  | Bàn thắng | Số trận   | Bàn thắng |
| Hàn Quốc              | Hàn Quốc              | Hàn Quốc              | Giải vô địch | Giải vô địch | Cúp KFA | Cúp KFA   | Cúp Liên đoàn | Cúp Liên đoàn |          |           | Tổng cộng | Tổng cộng |
| --------------------- | --------------------- | --------------------- | ------------ | ------------ | ------- | --------- | ------------- | ------------- | -------- | --------- | --------- | --------- |
| 2010                  | Busan IPark           | K League 1            | 9            | 0            | 1       | 1         | 0             | 0             | -        | -         | 10        | 1         |
| 2011                  | Busan IPark           | K League 1            | 27           | 2            | 0       | 0         | 5             | 2             | -        | -         | 32        | 4         |
| 2012                  | Busan IPark           | K League 1            | 44           | 6            | 0       | 0         | -             | -             | -        | -         | 44        | 6         |
| 2013                  | Busan IPark           | K League 1            | 28           | 5            | 1       | 0         | -             | -             | -        | -         | 29        | 5         |
| 2014                  | Busan IPark           | K League 1            | 22           | 0            | 3       | 0         | -             | -             | -        | -         | 25        | 0         |
| 2015                  | Busan IPark           | K League 1            | 20           | 2            | 1       | 0         | -             | -             | 1        | 0         | 22        | 2         |
| 2016                  | Ansan                 | K League 2            | 38           | 10           | 1       | 0         | -             | -             | 0        | 0         | 39        | 10        |
| 2017                  | Ansan                 | K League 2            | 20           | 1            | 0       | 0         | -             | -             | 0        | 0         | 20        | 1         |
| 2017                  | Busan IPark           | K League 2            | 5            | 1            | 2       | 0         | -             | -             | 2        | 0         | 9         | 1         |
| Tổng cộng sự nghiệp   | Tổng cộng sự nghiệp   | Tổng cộng sự nghiệp   | 213          | 27           | 9       | 1         | 5             | 2             | 3        | 0         | 230       | 30        |